# Archive.today
Archive.today (abans, archive.is) és un lloc web que emmagatzema còpies de pàgines web. Recupera una pàgina de manera similar a WebCite, sempre que tingui menys de 50 MB, i amb suport per a llocs pesants de JavaScript com Google Maps i aplicacions web com la xarxa social X (anteriorment, Twitter).
Archive.today registra simultàniament dues "instantànies" diferents d'una pàgina web. Una és la "pàgina web" que inclou els enllaços actius funcionals que es troben a l'original. L'altra és una "captura de pantalla" que proporciona una visualització estàtica i no interactiva de la representació.

## Característiques

### Funcionalitat
Archive.today pot capturar pàgines individuals en resposta a peticions explícites de l'usuari. Des del seu inici, Arxiu.today és compatible amb el rastreig de pàgines amb URL que continguin un fragment de hash-bang obsolet (#!).
Archive.today només registra text i imatges, exclou vídeo, XML, RTF, fulls de càlcul (xls o ods) i altres continguts no estàtics. Fa un seguiment de l'historial de les instantànies desades, i retorna a l'usuari una sol·licitud de confirmació abans d'afegir una nova instantània d'una adreça d'Internet ja desada.
Les pàgines es capturen amb 1024 píxels d'amplada del navegador. CSS es converteix en CSS en línia, i s'eliminen el disseny web responsiu i selectors com :hover i :active. El contingut generat amb JavaScript durant el procés de rastreig apareix en estat congelat. Els noms de classes HTML es conserven dins de l'atribut old-class.
Quan se selecciona el text, una miniaplicació JavaScript
 genera un fragment d'URL vist a la barra d'URL del navegador que ressalta automàticament aquesta part del text quan es torna a visitar.
Les pàgines web no es poden duplicar des d'Archive.is a web.archive.org com a còpia de seguretat de segon nivell, ja que archive.is exclou Wayback Machine i no desa les seves instantànies en format WARC. El contrari —de web.archive.org a archive.is— és possible, però la còpia sol trigar més temps que una captura directa. Alguns llocs web se suprimeixen de les llistes d'Internet Archive de manera retroactiva o es bloqueja la possibilitat de desar-los a causa del seu fitxer robots.txt, però Archive.today no l'utilitza. 
Les opcions de cerca permeten fer servir paraules clau i truncament (amb l'asterisc: * com a caràcter comodí). També permet la cerca literal, posant la frase a cercar entre cometes. La cerca de pàgines d'un domini s'aconsegueix amb l'operador insite. Un cop arxivada una pàgina web, cap usuari d'Internet no la pot eliminar directament.
Mentre es desa una llista dinàmica, la cerca a archive.today només mostra un resultat que enllaça la secció anterior i la següent de la llista (per exemple, 20 enllaços per a la pàgina). La resta de pàgines web desades es filtren i, de vegades, es poden trobar per alguna de les seves ocurrències. 
La funció de cerca es porta a terme amb el cercador Google (Google CustomSearch). Si no es troben resultats, archive.is utilitza Yandex Search. 
Si ja s'ha arxivat una pàgina, Archive.is demana a l'usuari que confirmi l'arxiu d'una nova revisió, en lloc d'arxivar-la immediatament. Mentre es carrega una pàgina, es mostra una llista d'URL d'elements de la pàgina individuals entre les mides de contingut, els estats HTTP i els tipus MIME. Aquesta llista només es pot visualitzar durant el procés de rastreig. 
Es poden descarregar pàgines arxivades com a fitxers ZIP, excepte les pàgines arxivades des del 29 de novembre de 2019, quan Archive Today va canviar el motor del seu navegador de PhantomJS a Chromium.
Des del juliol de 2013, archive.today admet la interfície de programació d'aplicacions (API) de Memento Project.

## Història
Archive.today es va fundar el 2012. El lloc es va denominar originalment Archive.today, però el maig del 2015 va canviar el mirall principal a archive.is.
El gener de 2019, va començar a depreciar el domini archive.is en favor del mirall archive.today. També funciona amb Archive.ph

## Disponibilitat a tot el món

### Austràlia
El març del 2019, diversos proveïdors d'internet australians van bloquejar el lloc durant sis mesos després dels trets de la mesquita de Christchurch, en un intent de limitar la distribució de les imatges de l'atac.

### Finlàndia
El 21 de juliol de 2015, els operadors van bloquejar l'accés al servei de totes les adreces IP finlandeses, afirmant a Twitter que ho van fer per evitar escalar una disputa que presumptament tenien amb el govern finès.

### Rússia
A Rússia, només és possible l'accés HTTP; les connexions HTTPS estan bloquejades.

### Xina
Segons GreatFire.org, Archive.today està bloquejat a la Xina des del març del 2016, Archive.li des del setembre del 2017, i Archive.fo des del juliol del 2018.

### Arreu del món
Archive.today bloqueja actualment les sol·licituds del resolutor DNS recursiu de Cloudflare , 1.1.1.1. Archive.today insisteix que els resolutors de DNS recursius inclouen la geolocalització de l'usuari que fa la cerca de DNS. Per motius de privadesa, Cloudflare no inclou específicament la geolocalització de l'usuari que fa la sol·licitud. Com a resultat, els servidors DNS archive.today retornen intencionadament respostes no vàlides quan el resoledor de DNS recursiu de Cloudflare ho consulta.